# Kurdistan
Il Kurdistan o Curdistan (in curdo Kurdistan, "Paese dei curdi") è un vasto altopiano situato nel Medio Oriente e più precisamente nella parte settentrionale e nord-orientale della Mesopotamia.

## Descrizione
Non è uno stato indipendente; il termine Kurdistan indicava la regione geografica abitata in prevalenza da curdi, ma ha poi acquistato anche una connotazione geopolitica.
È suddiviso in quattro regioni geo-politiche:
- Kurdistan turco
- Kurdistan iracheno
- Kurdistan siriano
- Kurdistan iraniano

## Geografia
Il Kurdistan è un vasto altopiano situato nella parte settentrionale e nord-orientale della Mesopotamia, che include l'alto bacino dell'Eufrate e del Tigri, il lago di Van e il lago di Urmia e le catene dei monti Zagros e Tauro. Il clima continentale è rigido, le precipitazioni sono abbondanti e i terreni sono fertili per i cereali e l'allevamento.
Politicamente è diviso fra gli attuali stati di Turchia (nord-ovest) , Iran (nord-est), Iraq (sud) e, in minor misura, Siria (sud-ovest) e Armenia (nord), anche se spesso quest'ultima zona è considerata facente parte del Kurdistan solo dai più ferrei nazionalisti. Al 2012 solo il Kurdistan iracheno ha una certa autonomia politica, come regione federale dell'Iraq, in seguito alla fine del regime di Saddam Hussein nel 2003. Anche il Kurdistan siriano ha acquisito autonomia politica di fatto dall'inizio della guerra civile siriana.

## Popolazione
Secondo la Encyclopædia Britannica, il Kurdistan conta 190 000 km², e le città dalle dimensioni maggiori sono Diyarbakır (Amed), Bitlis (Bedlîs) e Van (Wan) in Turchia, Mosul (Mûsil), Erbil (Hewlêr) e Kirkuk (Kerkûk), Sulaymaniyya in Iraq, e Kermanshah (Kirmanşan), Sanandaj (Sine) e Mahabad (Mehabad) in Iran. Secondo la Encyclopaedia of Islam, il Kurdistan conta 190 000  km² in Turchia, 125 000 km² in Iran, 65 000 km² in Iraq, e 12 000 km² in Siria, per cui l'area totale sarebbe di 392 000 km². Le principali città curde in Siria sono Kamichlié (Qamişlû) e al-Hasaka (Hesaka).

### Etnie
Alcune stime contano all'incirca 25 milioni di curdi residenti in Kurdistan, di cui 12-15 milioni in Turchia.
In tali zone i curdi sono la maggioranza della popolazione, ma vi vivono anche arabi, assiri, armeni, azeri, ebrei, osseti, persiani, turchi e turcomanni.

### Lingue
I curdi parlano una propria lingua, appartenente al gruppo iranico della famiglia linguistica indoeuropea con numerose varianti dialettali, di cui le principali sono il Kurmanji, parlato nella parte curda della Turchia insieme al Badini e al Sorani, parlato nel Kurdistan iracheno. I curdi normalmente sono scolarizzati nella lingua del paese di cui hanno la cittadinanza (arabo, turco, persiano, ecc.), che spesso non consente o ostacola l'uso del curdo, per cui il bilinguismo è diffuso. Il curdo è scritto in vari alfabeti (arabo, latino, cirillico). Nel Kurdistan sono parlate anche, da piccole minoranze, varie altre lingue di ceppo turco, semitici e indo-europeo.

### Religione
La maggioranza degli abitanti aderisce all'Islam sunnita sciafeita. 
Nel Kurdistan iracheno ed in quello siriano vi è una nutrita comunità di religione cristiana, di etnia assira.
Sono poi presenti yazidi, zoroastriani, yarsani, aleviti, ebrei, shabaki e mandei.

## Storia
In alcune città curde, gli insediamenti urbani possono essere fatti risalire alla preistoria, in particolare Piranshahr con 8 000 anni di insediamento urbano ed Erbil con 6 000 anni di insediamento urbano.
Tra il 2400 e il 2000 a.C. fonti cuneiformi citano il regno di Guti o Gutei o Qurti come nemico dei Sumeri e in genere dei popoli della pianura mesopotamica. Verso l'800 a.C. i Guti si sarebbero fusi con i vicini Mannei o Medi. Senofonte, nella sua Anabasi (401 a.C.) cita i Carduchi (in greco: Καρδούχοι) e la loro regione. Nel IV secolo a.C., l'impero di Alessandro Magno confina con la Corduene o Gorduene (in greco: Γορδυηνῆ), come la chiamerà Strabone. Abitanti in una terra di confine, e tradizionalmente ostili ad Armeni (a nord) e a Persiani e poi Parti (a est), furono spesso e volentieri alleati dei Romani dal I secolo a.C. Una fonte cristiana siriaca del IV secolo chiama la regione Beth Qardu (casa dei curdi): fu cristianizzata non più tardi del IV secolo ed ebbe un proprio vescovo almeno dal 424.
I curdi furono islamizzati già nel VII secolo e formarono emirati semi-indipendenti; in seguito alla battaglia di Cialdiran (1514) il Kurdistan fu diviso fra l'Impero ottomano e l'Iran dei Safavidi: questa divisione fu formalizzata nel Trattato di Zuhab o Trattato di Qasr-i-Shirin (1639).

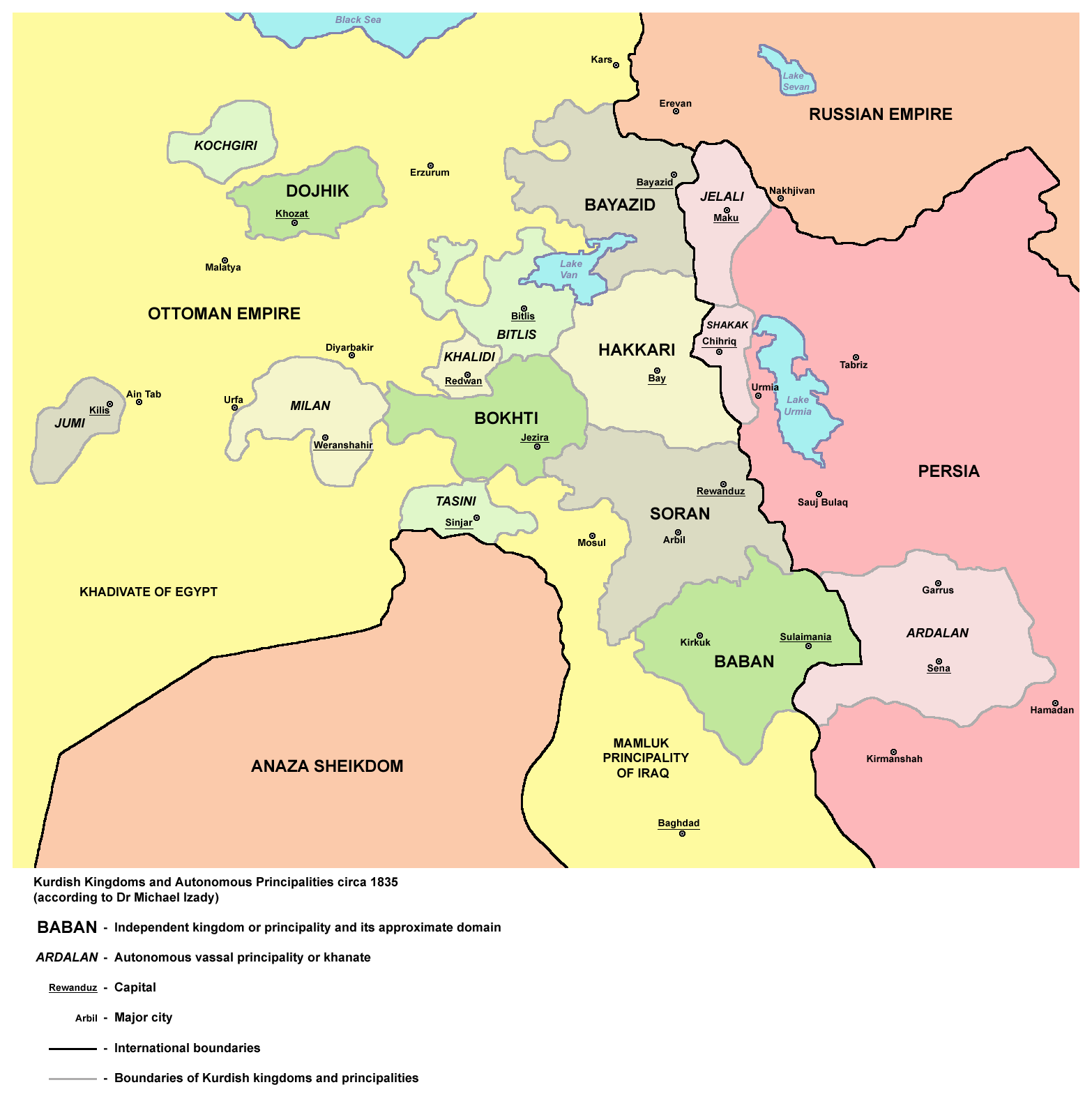
Area nel 1835.

### La divisione con la fine dell'Impero ottomano
La questione territoriale curda risale almeno alla fine dell'Impero ottomano allorché esso, uscito sconfitto dalla Grande guerra, venne smembrato con il trattato di Sèvres (1920), privato di tutti i territori arabi, della sovranità sugli stretti del Bosforo e dei Dardanelli, e delle città di Adrianopoli e Smirne, assegnate alla Grecia, e ridotto a uno Stato nazionale turco nella sola Anatolia. Il trattato prevedeva inoltre, agli artt. 62 - 64, la possibilità per la minoranza curda di ottenere l'indipendenza in un proprio Stato nazionale, i cui confini sarebbero stati definiti da una commissione della Società delle Nazioni designata ad hoc. Il trattato fu ratificato da quattro firmatari per conto del Sultano Mehmet VI, ma a seguito della guerra d'indipendenza turca (1919-1923) il comandante Mustafa Kemal Atatürk, "Padre dei turchi", costrinse le ex potenze alleate a tornare al tavolo della negoziazione e a ratificare un nuovo trattato a Losanna (1923), che cancellò ogni concessione alle minoranze curde e armene.
Il territorio dell'Impero ottomano storicamente abitato dai curdi si trovò quindi diviso tra la nascente Repubblica turca di Atatürk, che negava la stessa esistenza di una forte minoranza curda all'interno del suo territorio, avviando una politica di assimilazione delle minoranze alla cultura turca, anche attraverso repressioni violente, e la monarchia araba d'Iraq, amministrata dal Regno Unito e anch'essa poco propensa a concedere alla minoranza curda (392.598 curdi su 2.857.077 abitanti del regno d'Iraq nel 1945, pari al 13,7% della popolazione) l'autonomia amministrativa che la stessa Società delle Nazioni aveva posto come condizione del mandato. Nel 1925 l'aviazione inglese bombardò diverse città e villaggi curdi che reclamavano l'indipendenza.
Dal 1931 a capo della rivolta curda si pose Mustafà Barzani, che un anno dopo venne catturato dal governo turco, mentre il Regno dell'Iraq con la dichiarazione del 1932 autorizzò l'uso ufficiale della lingua curda nelle province a maggioranza curda, nonostante l'opposizione interna degli arabi. Nello stesso anno Mustafà Barzani, tornato in libertà, riprese la lotta armata per l'indipendenza, ma nel 1935 fu costretto all'esilio a Sulaymaniyya. Nel 1943, fuggito dall'esilio, organizzò una nuova rivolta nella sua regione natale, Barzan, ma fu cacciato in Iran con i suoi 1000 combattenti dal governo iracheno che nel frattempo era giunto a patti con le altre tribù curde.

### I curdi della repubblica di Mahabad
Nel 1945, Mustafà Barzani rifugiatosi nel Kurdistan iraniano contribuì alla formazione, con l'appoggio dell'Unione Sovietica, del partito democratico curdo e, dal 22 gennaio 1946, della effimera repubblica popolare curda, con capitale Mahabad, di cui fu Ministro della Difesa. Tuttavia con il ritiro delle forze sovietiche, meno di un anno dopo, le truppe iraniane riconquistarono il territorio, condannando a morte i vertici politici, compreso il presidente Qazi Muhammad. Attualmente la minoranza curda in Iran è rappresentata dal Partito Democratico del Kurdistan Iraniano e dal Partito per la Libertà del Kurdistan (PJAK).

### I curdi nella Repubblica d'Iraq
A seguito del colpo di Stato in Iraq del 14 luglio 1958, con cui il generale Abdul Karim Qasim abolì la monarchia e promulgò una Costituzione, Mustafà Barzani e i suoi partigiani furono invitati a tornare in Iraq. La Costituzione sanciva che «lo Stato iracheno è parte integrante della nazione araba» (art. 2) ma d'altra parte che «gli arabi e i curdi sono associati in questa nazione (irachena, ndr). La Costituzione irachena garantisce i loro diritti nazionali nell'ambito dell'entità irachena» (art. 3).
Essa dunque garantiva ai curdi d'Iraq le libertà civili, di associarsi in partiti politici curdi e di pubblicare giornali curdi. Mustafà Barzani fondò il Partito Democratico del Kurdistan (PDK).
I curdi iracheni furono leali al regime in occasione della rivolta di militari nasseriani del marzo 1959 a Mosul.

#### La prima insurrezione curda
Tuttavia a partire dal 1961, il generale Qassim si avvicinò gradualmente ai sostenitori di Nasser e limitò sempre più le libertà fondamentali del popolo curdo.
A seguito di primi scontri nel mese di luglio tra il clan curdo di Barzani e quello dei Zibari, in settembre scoppiarono rivolte spontanee a Sulaymaniyya, rapidamente represse dall'esercito iracheno, e a Erbil, dove i combattimenti proseguirono invece fino a dicembre, quando il PDK, guidato dal clan di Barzani, composto da 660 partigiani, dalla regione di Zakho si pose alla guida dell'insurrezione, raccogliendo in breve tempo oltre 7'000 miliziani, detti peshmerga, tra cui molti ex soldati di etnia curda dell'esercito iracheno.
L'esercito governativo riuscì a conquistare le città, ma i combattenti peshmerga restarono nelle montagne e il conflitto si protrasse per anni, fino al colpo di Stato del maresciallo Abd al-Salam Arif che rovesciò il generale Qassim l'8 febbraio 1963. Il nuovo regime per consolidare il proprio potere stipulò una tregua con i curdi, ma dopo aver ucciso Qassim e represso i comunisti, il regime, appoggiato ancora dal partito panarabista Baath, riprese a giugno i combattimenti contro il PDK e attuò una politica di arabizzazione forzata della provincia di Kirkuk, espellendo 40'000 abitanti di etnia curda. Il partito Baath siriano inviò anch'esso delle truppe nella regione di Zakho contro i curdi.
A novembre, il maresciallo Arif si sbarazzò anche dei suoi alleati baathisti e nell'aprile 1964 stipulò nuovamente una tregua con il PDK, che per il tramite di oltre 15.000 peshmerga fedeli a Barzani, ottenne di esercitare un potere autonomo de facto sulla regione montagnosa compresa tra la Turchia e l'Iran, e sul milione di abitanti di etnia curda che la abitavano, mentre le città continuavano a essere saldamente in mano al governo. A luglio si verificò una scissione interna al PDK, da parte di Jalal Talabani e Ibrahim Ahmad, e circa 1000 peshmerga.
Un anno dopo, nell'aprile 1965, il maresciallo Arif, al comando di un esercito di circa 40'000 uomini, riprese le ostilità contro i peshmerga curdi, che furono sostenuti dallo shah di Persia. Nel gennaio 1966, la fazione capeggiata da Talabani, composta di 2.000 uomini, passò al fronte del governo di Bagdad contro il PDK. Nel giugno 1966 il generale Abd al-Rahman Arif, succeduto al governo al fratello, concluse, dopo essere stato pesantemente sconfitto nella battaglia del monte Hendrin, un terzo cessate il fuoco con i curdi.

### I curdi nel regime baathista d'Iraq
Dopo che il 17 luglio 1968 il partito Baath ebbe ripreso il potere in Iraq con il colpo di Stato del generale Ahmed Hasan al-Bakr, il regime riprese le ostilità contro i curdi nel gennaio 1969. A marzo i curdi eseguirono un raid sugli impianti petroliferi della compagnia irachena Iraq Petroleum Company a Kirkuk, causando l'interruzione delle esportazioni petrolifere dell'Iraq per diverse settimane. Dal mese di settembre unità dell'esercito iraniano affiancarono le milizie curde, e a gennaio 1970 il vicepresidente iracheno Saddam Hussein si recò a Nawperdan per incominciare i negoziati con il generale curdo Mustafà Barzani. Essi si conclusero l'11 marzo 1970, con la firma di un accordo bilaterale tra il regime Baath e il partito curdo indipendentista PDK, la «legge per l'autonomia nell'area del Kurdistan», che riconosceva ai curdi iracheni:
- il carattere binazionale dell'Iraq
- la nomina di un vice-presidente curdo
- la legalizzazione del PDK
- la creazione di una regione curda i cui confini restavano da definire
- l'uso della lingua curda nell'amministrazione regionale e nell'insegnamento
- la non dissoluzione dei peshmerga
- la creazione di una sezione curda nell'esercito iracheno
- la nomina di tre governatori curdi a Dahuk, Erbil e Sulaymaniyya
- la nomina di cinque ministri curdi nel governo iracheno.

Tuttavia all'indomani della firma dell'accordo, il regime rinviò sistematicamente il censimento dei curdi, lasciando in sospeso la definizione dello status della provincia di Kirkuk, che era tra quelle rivendicate dai curdi. Anche la nomina del vice-presidente curdo veniva rinviata, essendo stato rifiutato da Bagdad il candidato del PDK Mohammed Habib Karim perché di origine iraniana. Nel frattempo, il regime continuava la sua politica di trasferimenti di popolazioni arabe nelle regioni di Kirkuk e Sinjar, rifiutando di concedere la cittadinanza irachena ai curdi fayli, di origine iraniana, che furono espulsi dall'Iraq nel settembre 1971, mentre il 29 settembre 1971, lo stesso Mustafà Barzani sfuggì a un tentativo di assassinio da parte del governo.

#### La seconda insurrezione curda
Le negoziazioni per l'attuazione degli accordi si protrassero per quattro anni, in particolare quelle concernenti l'autonomia della provincia di Kirkuk, finché con la legge dell'11 marzo 1974 Saddam Hussein annullò di fatto le concessioni promesse quattro anni prima, e il mese seguente sostituì i cinque ministri curdi con altri di suo gradimento.
Come conseguenza di questo atto, 40'000 peshmerga del PDK e altrettanti uomini delle milizie locali, intrapresero una seconda insurrezione, sostenuti dallo shah di Persia Mohammad Reza Pahlavi con operazioni alla frontiera già dal mese di febbraio.
L'esercito governativo iracheno, composto di 90'000 uomini, 1'200 mezzi corazzati e 200 aerei, avanzò rapidamente conquistando le città curde di Rowanduz, Akra e Dahuk, provocando l'esodo degli abitanti, fino a raggiungere a ottobre il monte Zorzek e la città di Nawperdan, sede del governo centrale curdo del generale Barzani.
Nella città di Erbil fu creato un governo e un parlamento curdi, composti da sostenitori del regime Baath. Difesi dalle batterie di artiglieria posizionate dall'esercito iraniano lungo la frontiera, numerosi profughi curdi si accatastarono nelle porzioni di territorio ancora controllate dai peshmerga. Infine il 6 marzo 1975, con gli accordi di Algeri, lo shah di Persia ritirò il suo aiuto ai curdi in cambio di una delimitazione della frontiera Iran-Iraq presso lo Shatt-el-Arab. I curdi, privati del sostegno iraniano, ordinarono di cessare i combattimenti e di fuggire in Iran, dove si riversarono centinaia di migliaia di profughi curdi. Lo stesso Mustafà Barzani si trasferì in Iran, dove restò fino alla sua morte, mentre i suoi figli Idris e Masud ereditarono la guida di ciò che restava del PDK. In territorio iracheno rimase una piccola frazione del PDK, guidata da Hicham Akrawi, che esercitava una parvenza di potere nella regione autonoma nei limiti consentiti dal regime.

#### La terza insurrezione curda
La fazione di Jalal Talabani, che si era rifugiato in Siria, approfittando della rivalità tra regime baathista siriano e regime baathista iracheno, fondò il primo giugno 1975 il partito dell'Unione patriottica del Kurdistan (UPK), avversario del PDK di Barzani. Un gruppo dell'UPK comandato da Ali Askari stabilì una base di guerriglia nel sud-est del Kurdistan iracheno, che giunse a contare circa 1'000 peshmerga. Il 26 maggio 1976 il congresso del PDK decise a sua volta la ripresa della guerriglia, sotto la guida di Masud Barzani. Ad agosto, il presidente Saddam Hussein decise di evacuare una fascia di 20 km al confine con l'Iran, espellendo tutta la popolazione curda di tale regione, temendo infiltrazioni dall'Iran. Incominciò un biennio di guerriglia ininterrotta da parte di piccoli gruppi di insorgenti sparsi nelle montagne del Kurdistan. Ma nell'inverno 1977 i dissidi tra i due partiti divennero più aspri, quando il PDK accusò l'UPK di aver incominciato negoziati segreti con Bagdad. Nella seguente primavera 1978, l'UPK di Jalal Talabani cercò di conquistare la regione nord-ovest del Kurdistan, feudo tradizionale del PDK del clan Barzani, con scontri armati e diverse centinaia di morti, tra cui Ali Askari. Disapprovando la linea di Talabani, una parte dell'UPK, guidata da Rasul Mahmand, si separò nel 1979. A causa di questi scontri fratricidi, l'insurrezione contro il regime si concluse.

#### La quarta insurrezione curda
Nel corso della guerra Iran-Iraq scoppiò nel 1983 una quarta insurrezione curda, repressa violentemente da Saddam Hussein con il massacro di decine di migliaia di civili, la distruzione di migliaia di villaggi e la deportazione di migliaia di curdi verso il sud e il centro dell'Iraq. Gli attacchi causarono la distruzione di 2.000 villaggi e la morte di 50.000-100.000 curdi. L'operazione Anfal del 16 aprile 1987, svoltasi con raid di armi chimiche sulla valle di Balisan, uccise 182.000 persone, campagna qualificata come «genocidio» dalla corte internazionale dell'Aia nel dicembre 2005, e per la quale il 24 giugno 2007 il tribunale penale iracheno condannò Ali Hassan al Madjid, detto «Ali il chimico», e altri due dignitari del regime di Saddam Hussein alla pena di morte.

### L'autonomia del Kurdistan iracheno

Bandiera del Kurdistan, adottata nella Regione autonoma del Kurdistan.

Dopo la sconfitta dell'esercito iracheno nella prima guerra del Golfo, nel marzo 1991, vi furono rivolte contro il regime di Saddam Hussein in tutto l'Iraq, in particolare nelle regioni del sud, a maggioranza sciita, e nelle regioni del nord, abitate dai curdi. Questa sommossa fu chiamata dai curdi Raperîn, e malgrado una repressione brutale da parte del regime, riuscì a ottenere un'autonomia de facto nella regione a partire dal maggio 1991, grazie al sostegno della coalizione a guida americana. L'esercito iracheno riprese per un certo tempo il controllo di queste aree, causando l'esodo di centinaia di migliaia di curdi verso l'Iran, ma infine fu creato dal Consiglio di sicurezza dell'ONU una zona autonoma curda sotto il controllo dei due partiti curdi rivali, PDK e UPK.
Il 19 maggio 1992 il Kurdistan autonomo elesse per la prima volta il proprio Parlamento regionale, con 1,5 milioni di elettori, che votarono circa in parti uguali i due principali partiti curdi. Tuttavia la rivalità tra questi due partiti sfociò in un ciclo di violenze, arresti arbitrari, torture ed esecuzioni operate su entrambi i fronti. Sebbene questi abusi fossero lontani dall'eguagliare le esecuzioni massicce commesse dal regime baathista negli anni precedenti, furono nondimento abbastanza gravi da portare a una guerra civile tra i due partiti curdi negli anni 1994-1997. La guerra si concluse con un compromesso, assegnando al PDK il governo della regione nord-occidentale, cioè quella attorno a Erbil e Dahuk, e all'UPK la regione sud-orientale, cioè quella attorno a Sulaymaniyya.
Nel corso della seconda guerra del Golfo, del marzo-aprile 2003, durante la quale la coalizione a guida americana invase l'Iraq e pose fine al regime di Saddam Hussein, i curdi furono alleati degli americani, aiutando a contrastare l'esercito governativo iracheno fino a Mosul e a Kirkuk con l'operazione Iraqi freedom, e a contrastare i jihadisti di Ansar al-Islam con l'operazione Viking Hammer. Il governo provvisorio della coalizione occupante riconobbe la costituzione di una Regione autonoma del Kurdistan, e la zona controllata dai peshmerga fu ingrandita. La Costituzione federale dell'Iraq, del 2005, riconobbe l'autonomia di questa regione, e a seguito delle prime elezioni parlamentari, all'inizio del 2006 le due regioni amministrative curde, quella con capoluogo Erbil e governata dal PDK, e quella con capoluogo Sulaymaniyya e governata dall'UPK, furono riunite in una sola regione. Un referendum avrebbe dovuto avere luogo nel 2007 per definire le frontiere definitive della regione autonoma curda, in particolare nella provincia di Kirkuk, ma fu indefinitamente rimandato dal governo federale di Bagdad.

### I curdi nella Repubblica di Turchia
In Turchia la lingua curda e i cognomi curdi furono proibiti all'indomani della nascita della Repubblica, e la stessa parola «curdo» fu vietata al punto che i curdi furono designati dai politici con l'espressione «turchi delle montagne».
Di fronte alla negazione della propria identità, le loro istanze furono rappresentate dal gruppo armato Partito dei Lavoratori del Kurdistan (PKK), a partire dal 1984, che perseguiva la lotta armata di ispirazione marxista, considerato un'associazione terroristica nel consesso internazionale. Il suo capo Abdullah Öcalan fu arrestato in Kenya nel 1999 e condannato all'ergastolo. Da allora le azioni terroristiche si ridussero e molti militanti del partito si trasferirono nel Kurdistan iraniano o in quello iracheno. Nel periodo 1984-1999 si stima che le azioni terroristiche di matrice curda abbiano fatto 37.000 vittime, mentre la repressione dell'esercito turco ai danni dei curdi abbia distrutto 3'000 villaggi. Gli unici 4 deputati curdi eletti, nel 1991, furono imprigionati dal governo prima della fine del loro mandato. Nel 2001 il PKK abbandonò ufficialmente la lotta armata trasformandosi nel partito politico Congresso per la libertà e la democrazia nel Kurdistan, e due anni dopo abbandonò il marxismo leninismo, aderendo ai valori democratici: ma anche tale partito fu considerato come un'associazione terroristica.
I curdi in Turchia ammontano a 20 milioni, pari a un quinto della popolazione della Turchia e alla metà di tutti i curdi del Medio Oriente.
Nella politica della Turchia, le loro istanze furono di volta in volta rappresentate da partiti politici di sinistra, che non si richiamavano esplicitamente all'etnia nel nome, come il Partito della società democratica (DTP) che alle elezioni legislative del 2007 ottenne per la prima volta una ventina di deputati contro i 45 del maggioritario AKP. I sindaci e i deputati di tale partito furono osteggiati dal partito al potere AKP, dagli estremisti turchi, dalla stampa e dall'esercito, e il partito fu infine dissolto l'11 dicembre 2009 dalla Corte costituzionale turca per asseriti legami con il PKK.
Il Partito della pace e della democrazia (BDP) nacque nel 2008 con analoghi obiettivi, come la risoluzione della questione curda, i diritti delle donne, l'ecologia e la democrazia, successivamente trasformatosi l'11 luglio 2014 nell'attuale Partito Democratico dei Popoli (HDP).

### La guerra allo Stato islamico

#### Rojava
La guerra civile siriana del 2011 interessò anche le regioni curde della Siria del nord, come le città di Kobanê (al confine con la Turchia), Afrin e Hasaka. Le milizie curde, nate per difendere le città dai jihadisti, conquistarono una fascia di territorio nel nord della Siria, il «Kurdistan siriano». Dal 12 novembre 2013, questa regione ottenne una amministrazione autonoma, che gestisce le questioni «politiche, militari, economiche e di sicurezza della regione e in Siria». Questa regione, chiamata Rojava, è governata dalle Unità di protezione del popolo (YPG), braccio armato del Partito dell'Unione Democratica (PYD), corrispettivo siriano del Partito dei Lavoratori del Kurdistan (PKK). Dapprima queste milizie furono alleate dell'Esercito di liberazione siriano, oppositori del regime Baath siriano, ma dal luglio 2013 entrarono in conflitto con i jihadisti di al-Nusra. Benché ostili al regime di Assad, esse si scontrarono raramente con le forze lealiste, con cui anzi collaborarono in diverse città avendovi concluso alleanze opportuniste contro il comune nemico costituito dai jihadisti, principalmente dello Stato Islamico (Daesh). I miliziani curdi delle YPG erano circa 50'000 nel 2015, di cui il 40% donne.
Nel marzo 2016, alla conferenza di Rmeilan i curdi siriani proclamarono la federazione dei tre cantoni sottratti all'Isis, quelli di Jazira, Kobanê e Afrin, incontrando l'opposizione non soltanto del governo siriano, che tacciò la proclamazione di incostituzionalità, ma anche della Turchia e degli USA. A seguito dell'espansione dei miliziani curdi a ovest dell'Eufrate con la conquista della città di Manbij, nel mese di agosto la Turchia, per impedire il tentativo curdo di unificare i due cantoni a est dell'Eufrate con il terzo cantone di Afrin, con l'operazione Eufrate Shield entrò militarmente nel suolo siriano, occupando il distretto di al Bab a ovest di Manbij, impedendo l'unificazione dei tre cantoni. Nel gennaio 2018, con l'operazione Olive Branch l'esercito turco intervenne nuovamente in Siria occupando il cantone curdo di Afrin.

#### Kurdistan iracheno
Nel giugno 2014, nel corso della guerra civile irachena, l'offensiva del movimento jihadista Stato Islamico nella regione di Mosul e la sconfitta dell'esercito governativo iracheno crearono un fronte anche con i curdi iracheni, i quali, con il sostegno aereo e logistico di una coalizione internazionale guidata dagli USA, respinsero i jihadisti dai loro territori, incorporando anche i territori di Kirkuk e della piana di Sinjar, e dando asilo a oltre 200'000 profughi appartenenti alle minoranze cristiane irachene. Per consolidare queste conquiste, il 7 giugno 2017, soprattutto grazie alla volontà del primo ministro Masud Barzani, leader del PDK, fu promulgato unilateralmente un referendum per l'indipendenza del Kurdistan, nonostante l'opposizione internazionale pressoché unanime in un contesto regionale segnato già da diversi conflitti in corso (oltre all'opposizione dell'Iraq, anche Turchia, Iran e Stati Uniti si dichiararono contrari all'indipendenza). Il referendum si svolse come previsto il giorno 25 settembre 2017, in tutte le province della regione autonoma e nelle province contese, ottenendo ampia partecipazione popolare, superiore al 70%, e un risultato pressoché plebiscitario a favore del sì, pari al 93% dei votanti.
La dura reazione del governo federale iracheno, che occupò militarmente i territori contesi e isolò completamente la regione, ne rese inefficace l'esito, come riconosciuto dallo stesso governo regionale il 25 ottobre 2017, e dalle successive dimissioni del primo ministro Masud Barzani, leader del PDK e promotore del referendum. Nel corso del 2018, a seguito dell'intervento turco di occupazione del cantone curdo-siriano di Afrin, l'esercito turco intervenne anche nella parte settentrionale del Kurdistan iracheno, installando numerose basi militari per la lotta al PKK, e occupando la regione montuosa di Kandil. Il blocco degli aeroporti curdi è durato sei mesi, in seguito i rapporti con Bagdad sono tornati nella norma. Alle elezioni parlamentari del 30 settembre 2018, il Partito Democratico del Kurdistan (PDK) è risultato il principale gruppo a rappresentare le istanze curde in Iraq, seguito dalla Unione Patriottica del Kurdistan (UPK).

## Discriminazione e intolleranza
La popolazione curda all'inizio del XX secolo ha subito una politica di discriminazione culturale, soprattutto nel Kurdistan turco. Gli stati che attuarono queste politiche, principalmente la Siria e la Turchia, le hanno condotte con il fine di negare persino l'identità e l'esistenza stessa del popolo curdo; utilizzando tutti i mezzi a disposizione: televisione, radio, stampa, esercito, polizia e istituzioni scolastiche, per attuarla.

### Siria
In Siria la popolazione curda rappresenta l'11% della popolazione totale. La lingua curda, ufficialmente, non gode di alcun riconoscimento legislativo nelle scuole pubbliche, nei canali televisivi e nelle stazioni radiofoniche, né esistono giornali in lingua curda.
Negli anni '60 si verificarono molte manifestazioni razziali in Siria; infatti nelle zone curde vennero allontanati gli insegnanti d'origine curda dalle scuole e sostituiti con altri d'origine araba. Il governo siriano incominciò una deportazione della popolazione curda dai territori d'origine verso le zone centrali e sud-occidentali del paese, modificando i nomi delle località e dei paesi con nomi arabi. Una legge emanata nel 1963 toglieva la cittadinanza siriana a circa 100.000 curdi.
Negli anni '70, migliaia di curdi siriani vennero arrestati e torturati per essere stati trovati in possesso di opere scritte in lingua curda, o per essere accusati di far parte di organizzazioni clandestine curde. In seguito la repressione è diminuita, e nei primi anni '90 le genti curde hanno potuto festeggiare il Nawrūz, il 21 marzo, capodanno e festa nazionale curda.

## Sport

### Calcio
Sebbene non riconosciuta dalla FIFA, esiste una nazionale di calcio curda che disputa le partite della coppa del mondo VIVA, il mondiale delle nazioni senza stato, dove ha ottenuto ottime prestazioni. Infatti all'edizione 2009 il Kurdistan è stato finalista (sconfitto poi 2-0 in finale dai padroni di casa della Padania). Anche all'edizione 2010 a Gozo la rappresentativa curda è arrivata in finale (sconfitta nuovamente dalla Padania con il punteggio di 1-0). L'edizione 2012, tenutasi proprio in Kurdistan, ha permesso ai curdi di laurearsi campioni, battendo in finale 2-1 la selezione di Cipro del Nord.